# ТЕС Тавіла А1
24°45′39″ пн. ш. 54°40′49″ зх. д. / 24.76083° пн. ш. 54.68028° зх. д.
ТЕС Тавіла А1 – теплова електростанція на північному сході емірату Абу-Дабі (Об’єднані Арабські Емірати).
У 1989 році за чотири десятки кілометрів на північний схід від міста Абу-Дабі стала до ладу перша черга теплової електростанції, в подальшому відома як Тавіла А. Вона мала три газові турбіни потужністю по 85 МВт, разом з якими працювала відповідна кількість котлів-утилізаторів. Втім, останні живили не парові турбіни (як це відбувається у випадку електростанцій комбінованого парогазового циклу), а чотири лінії з опріснення води загальною потужністю 132 млн літрів на добу.
В середині 1990-х майданчик доповнили другою чергою Тавіла B. Втім, вже у 2000-му відповідно до прийнятого рішення про часткову приватизацію чергу А виділили в окремий проект, власниками якого через Gulf Total Tractebel Power Company стали енергетична агенція емірату Абу-Дабі ADWEA (60%), французька Total та бельгійська Tractebel (по 20%). Проект отримав нове найменування Тавіла А1 та мав на меті модернізацію існуючих і спорудження нових потужностей.
Спершу наявні три турбіни модернізували до показника у 95,5 МВт кожна, при цьому також замінили котли-утилізатори і збільшили продуктивність секції опріснення до 146 млн літрів на добу. А в 2003-му на майданчику створили потужний парогазовий блок, котрий має три парові турбіни по 202,7 МВт кожна, які отримують живлення від восьми газових турбін – п’яти нових потужністю по 107 МВт та трьох нещодавно модернізованих. В межах цього проекту також запустили ще 14 ліній опріснення загальною добовою продуктивністю 240 млн літрів.
Нарешті, в 2009-му у межах проекту Тавіла А10 станцію підсилили двома газовими турбінами потужністю по 125 МВт, які також сполучені з котлами-утилізаторами та під'єднані до загальної системи паропроводів. Після цього номінальна потужність ТЕС стала дорівнювати 1672,5 МВт при нетто-потужності 1592 МВт.
Для охолодження використовують морську воду.
Станція зводилась з розрахунку на спалювання природного газу, постаченого по трубопроводу з газопереробного комплексу Хабшан. Втім, з 2007-го по газопроводу Рас-Лаффан – Тавіла також надходить катарське блакитне паливо.
Також можливо відзначити, що поряд окрім ТЕС Тавіла В також працює ТЕС Тавіла А2.